# 明日なき追撃
『明日なき追撃』（あすなきついげき、Posse）は1975年のアメリカ合衆国の映画。ラリー・コーエンとロバート・パーハムによる1971年の短編小説を原作とし、連邦保安官が自らの権勢欲のために失墜する様子を描く異色の西部劇である。カーク・ダグラスが監督・製作・主演を務めた。
カーク・ダグラスは本作により、第25回ベルリン国際映画祭で金熊賞にノミネートされた。

## ストーリー
19世紀のアメリカ西部。連邦保安官のナイチンゲールは、次の選挙で上院議員の座を狙っていた。自己宣伝に長けたナイチンゲールは、特別列車を専有し、揃いの衣装の5人の助手を率いて、町々を走り回った。
ナイチンゲールの次のターゲットは無法者のストロホーン一味だった。一味のアジトを急襲するナイチンゲールと助手たち。しかし、ストロホーンだけは取り逃がしてしまった。昔の仲間を集め、ナイチンゲールを待ち伏せるストロホーン。だが、銃撃戦の末にストロホーンは逮捕された。
テソタの町で、住人たちの大歓声を受けながら、ストロホーンを特別列車に収容するナイチンゲール。もはや次期選挙の当選は確実だった。ところがストロホーンは護送中に反撃し、逆にナイチンゲールが捕らわれてしまった。ナイチンゲールに手錠をかけ、テソタの町に戻るストロホーン。
ナイチンゲールを人質に立て籠もるストロホーン。遠巻きにした5人の助手に対して、ストロホーンは略奪を働けと命令した。仕方なく町の住人たちから金品を奪う助手たち。更にストロホーンは、集めた金を山分けしろと指示した。
生真面目な一人を残し、その場で盗賊へと変貌する助手たち。日頃からナイチンゲールに酷使され、不満を抱えていた彼らは、大金に目が眩んだのだ。ストロホーンと共に馬で去って行く4人の助手たち。手錠をかけられたまま、わめいて見送るしかないナイチンゲール。そんなナイチンゲールを助けようとする住人は一人もいなかった。

## キャスト
| 役名                     | 俳優                   | 日本語吹替 |
| 役名                     | 俳優                   | テレビ朝日版 |
| ------------------------ | ---------------------- | --- |
| ハワード・ナイチンゲール | カーク・ダグラス       | 宮部昭夫 |
| ジャック・ストロホーン   | ブルース・ダーン       | 山田康雄 |
| ハロルド・ヘルマン       | ジェームズ・ステイシー | 仲村秀生 |
| カーラ・ロス             | ベス・ブリッケル       | 翠準子 |
| クーパー                 | マーク・ロバーツ       | 阪脩 |
| ウェズレー               | ボー・ホプキンス       | 寺田誠 |
| ハンシンガ―              | ジェス・リグル         | 藤本譲 |
| ワイリー                 | ディック・オニール     | 飯塚昭三 |
| 不明 その他              |                        | 峰恵研 伊井篤史 増岡弘 平林尚三 日高晤郎 石丸博也 小島敏彦 広瀬正志 有馬瑞子 中村武己 三ツ矢雄二 田原アルノ 小比類巻孝一 上山則子 佐藤雅子 島香裕 |
|                          |                        | |
| 演出                     | 演出                   | 佐藤敏夫 |
| 翻訳                     | 翻訳                   | 進藤光太 |
| 効果                     | 効果                   | 重秀彦 |
| 調整                     | 調整                   | 前田仁信 |
| 制作                     | 制作                   | 東北新社 |
| 解説                     | 解説                   | 淀川長治 |
| 初回放送                 | 初回放送               | 1981年7月19日 『日曜洋画劇場』 |

## スタッフ
- 監督・製作：カーク・ダグラス
- 製作総指揮：フィル・フェルドマン
- 脚本：ウィリアム・ロバーツ、クリストファー・ノップ
- 撮影：フレッド・J・コーネカンプ
- 音楽：モーリス・ジャール